# 印第安纳·琼斯
小亨利·沃尔顿·"印第安纳"·琼斯博士（英語：Dr. Henry Walton "Indiana" Jones, Jr.），昵称「印第」（Indy），是一位出現在導演喬治·盧卡斯的冒险电影《夺宝奇兵系列》的虚构人物，同時為該作的主角，其典型形象特征为哈里森·福特所扮演的头戴牛仔帽、腰挂長鞭的牛仔装扮。

## 角色背景
琼斯於1899年7月1日出生于美国新泽西州的普林斯顿，父亲为苏格兰裔中世纪文献学家老亨利·沃尔顿·琼斯（Henry Walton Jones, Sr.），受其影响而对历史产生兴趣。他在芝加哥大学学习考古学，拥有博士头衔，冒险生涯之外，其正式身份为終身考古學教授，能够使用多達27种语言來溝通。最怕的動物是蛇，至於本名為亨利·瓊斯二世（Henry Jones, Jr.，第四集譯為「小亨利·瓊斯」）。印第安納是他們家養的狗名字，加上瓊斯本人不喜歡別人叫他「二世」，所以狗去世之後就用印第安纳成為他的小名。另外，瓊斯少年時曾參加過童子軍。
琼斯有一名兒子，名叫亨利·瓊斯三世，於第四集出現並擔任主要角色。
中年印第安納·瓊斯一直是由好莱坞明星哈里遜·福特主演。此外童年、青年、老年印第安納·瓊斯有其他演员。

## 影視作品和遊戲
- 電影：最著名的琼斯形象来自于首次出现于20世纪80年代的电影，在電影三部曲《法櫃奇兵》、《魔宮傳奇》、《聖戰奇兵》中，琼斯由哈里森·福特主演（少年時期由瑞凡·費尼克斯飾演），琼斯的父親由史恩·康納萊飾演，乔治·卢卡斯编剧、斯皮尔伯格导演，为他們均赢得了巨大的声誉。目前電影系列最新作《印第安納瓊斯：命運輪盤》已上映，該片為2008年電影《印第安納瓊斯：水晶骷髏王國》的續集、《印第安納瓊斯》系列的第五部以及最後一部作品。
- 電視：在1992年至1996年的電視影集中《少年印第安纳琼斯大冒险》（The Young Indiana Jones Chronicles），飾演印第安納·瓊斯的分別有 Corey Carrier（10歲）、西恩·派翠克·福納瑞（16歲）、哈里遜·福特（50歲）、George Hall（93歲）。
- 电子游戏：在2024年发售的游戏《夺宝奇兵：古老之圈》中，印第安纳·琼斯由特羅伊·貝克配音及动作捕捉。

由电影开始，以“印第安納·瓊斯”为主角的作品也逐渐拓宽到电视系列剧、小说、动画、电子游戏等等。根据以影视为主的完整的故事主线，印第安纳·琼斯系列目前一共由26章组成，其中前22章为电视系列，第23-25章即为最有名的电影3部曲，第26章为第4部電影《夺宝奇兵4：水晶头骨王国》,第27章《印第安納瓊斯：命運輪盤》即最終章。

### 電視
- 少年印第安纳琼斯大冒险